# ホセ・デラクルーズ
ホセ・デ・ラ・クルーズ（Jose De La Cruz、2004年7月29日 - ）は、ドミニカ共和国出身のプロ野球選手（内野手）。右投右打。フリーエージェント（FA）。NPBでは育成選手であった。

## 経歴

### プロ入りと巨人時代
2019年11月と2020年3月にドミニカ共和国で行われたトライアウトを受験し、フリアン・ティマとともに合格。
2021年2月23日に読売ジャイアンツと育成選手契約を結んだ。背番号は007。新型コロナウイルスの感染拡大の影響で来日が遅れ、8月14日に来日。この年は調整と練習が中心となり、三軍戦の出場は1試合にとどまった。12月28日に推定年俸2万ドル（約220万円）で残留することが発表された。
2022年は、三軍戦29試合に出場したが、打率.095（43打数4安打）、0本塁打、4打点、26三振という成績に終わった。
2023年も、6月には一軍練習に参加するなど期待されたが、支配下昇格どころか二軍への昇格機会もなく、シーズン終了後の10月11日に翌年の契約を結ばないことが発表された。

## 選手としての特徴
遊撃手を守り、バッティングも評価されていることから「未来の坂本勇人」と言われた。また、守備や身体能力も評価されていた。2021年9月には東京ドームでの一軍練習にフリアン・ティマとともに参加し、坂本からグラブをプレゼントされた。

## 詳細情報

### 年度別打撃成績
- 一軍公式戦出場なし

### 背番号
- 007（2021年 - 2023年）